# Telatrygon
A Telatrygon a porcos halak (Chondrichthyes) osztályának sasrájaalakúak (Myliobatiformes) rendjébe, ezen belül a tüskésrájafélék (Dasyatidae) családjába tartozó nem.

## Rendszerezés
A nembe az alábbi 3 élő faj tartozik:
- Telatrygon acutirostra (Nishida & Nakaya, 1988)
- Telatrygon biasa Last, White & Naylor, 2016
- Telatrygon zugei (Müller & Henle, 1841) - típusfaj